# Лазаревка (приток Уежного Шара)
Лазаревка — река в России, течёт по территории Усть-Цилемского района Республики Коми. Устье реки находится в 21 км по левому берегу протоки Уежный Шар, на высоте 10 м над уровнем моря. Длина реки составляет 24 км.

## Данные водного реестра
По данным государственного водного реестра России относится к Двинско-Печорскому бассейновому округу, водохозяйственный участок реки — Печора от водомерного поста Усть-Цильма и до устья, речной подбассейн реки — бассейны притоков Печоры ниже впадения Усы. Речной бассейн реки — Печора.
Код объекта в государственном водном реестре — 03050300212103000080840.